# Kevin Bobson
Kevin Bobson (ur. 13 lutego 1980 w Amsterdamie) – holenderski piłkarz występujący na pozycji pomocnika.

## Kariera klubowa
Na początku swojej kariery Bobson przez 3 sezony występował w Ajaxie Amsterdam, gdzie grał w ośmiu spotkaniach. Przez następne 3 lata grał w NAC Breda, gdzie w 70 meczach strzelił 10 bramek. W 2004 roku przeszedł do RCD Espanyol, strzelając jednego gola w 9 spotkaniach. W latach 2004–2008 grał dla Willem II, a w 2008 został wypożyczony do NEC Nijmegen. W sezonie 2008/09 grał w Red Bull Salzburg, grając w 3 meczach.
W Eredivisie rozegrał 194 spotkania i zdobył 27 bramek.